# Charlotte de Bourbon
Charlotte de Bourbon (1546/1547 – 5 mai 1582), a fost a patra fiică a  Ducelui Louis de Montpensier și a Jacqueline de Longwy, contesă de Bar-sur-Seine. Charlotte a fost a treia soție a lui Wilhelm Taciturnul, Prinț de Orania, prinicpalul lider al revoltei olandeze împotriva spaniolilor.

## Biografie
Mama ei, Jacqueline, credea în doctrinele reformate și în secret și-a învîțat și copiii. Unele surse spun că tatăl Charlottei și-a trimis fiica la mănăstire pentru a nu mai fi sub influența mamei. Charlotte avea doar 13 ani când și-a implorat tatăl să-i permită să rămână cu mama ei, care a murit când Charlotte era la mănăstire. Alte surse spun că tatăl ei voia pur și simplu să nu plătească zestre pentru ea, pentru a conserva toată averea pentru fiul său. Planul pentru Charlotte era să renunțe la moștenirea ei și să-și succeadă mătușa ca stareță. În timp ce era stareță, Charlotte a fost instruită în secret în calvinism de un preot disident.
Tânăra Charlotte și-a șocat atât familia cât și curtea regală prin evadarea din mănăstire în 1572, anunțând convertirea ei la calvinism și, la sfatul Jeanne d'Albret, a fugit în Palatinatul Elector.
La 24 iunie 1575 Charlotte s-a căsătorit cu protestantul Wilhelm, Prinț de Orania. Ei au avut șase fiice, inclusiv pe Louise Juliana de Nassau, de la care a coborât Casa de Hanovra și cele mai multe alte case regale (protestante). Căsătoria a fost foarte fericită - se spune că a fost singura din cele patru căsătorii ale lui Wilhelm care a fost din dragoste. Fericirea evidentă a cuplului a crescut popularitatea lui Wilhelm.
Charlotte ar fi murit de epuizare îngrijindu-și soțul rănit după o tentativă de asasinat în 1582. Wilhelm a plâns îndelung moartea ei. La 24 aprilie 1583 s-a căsătorit pentru a patra oară cu Louise de Coligny, cu care a avut un fiu, Frederik Hendrik, Prinț de Orania.
Fratele lui Wilhelm, Johann, care inițial s-a opus căsătoriei, i-a adus un omagiu Charlottei ca soție "atât de distinsă în virtutea ei, pietatea ei, marea ei inteligență, tot ceea ce Wilhelm și-ar fi putut dori".